# Melissa Rivers
Melissa Warburg Rosenburg (Nueva York, 20 de enero de 1968), conocida como Melissa Rivers, es una actriz, presentadora de televisión y productora estadounidense, hija de la reconocida comediante Joan Rivers y del productor Edgar Rosenberg.

## Carrera
Como actriz, ha tenido papeles en programas de televisión como Beverly Hills 90210, Silk Stalkings y The Comeback. En 1998 apareció en la película de ciencia ficción hecha para televisión Men in White y en la película de 1999 The Big Tease, una comedia dirigida por Kevin Allen y protagonizada por Craig Ferguson. Ella y su madre, Joan Rivers, aparecieron en el documental de 1994 Tears and Laughter: The Joan and Melissa Rivers Story.
A principios de la década de 1990 empezó a realizar entrevistas a celebridades en programas de premios televisados a nivel nacional. Rivers, quien ha sido anfitriona de varios eventos y se ha desempeñado como productora de la cadena E!, ha presentado dos de los especiales mejor calificados del canal, ¡Oh, bebé! La guía de Melissa para el embarazo y Oh Toddler! Sobrevivir a los primeros años.
En 2013, fue cocreadora y coproductora de la serie In Bed With Joan en YouTube, un programa de 15 a 30 minutos con un nuevo vídeo subido semanalmente en el que Joan entrevista a una celebridad sobre una amplia variedad de temas personales. Los vídeos destacados que han obtenido la mayor cantidad de visitas incluyen a las comediantes Kathy Griffin, Sarah Silverman y Margaret Cho, a personalidades de la televisión como Kelly Osbourne y RuPaul y a Youtubers como Jenna Marbles, Grace Helbig y Justine Ezarik.

## Filmografía
- 1978 - Rabbit Test
- 1991 - Beverly Hills, 90210
- 1994 - Tears and Laughter: The Joan and Melissa Rivers Story
- 1998 - Men in White
- 1999 - Silk Stalkings
- 1999 - The Big Tease
- 2002–2003 - Fashion Police
- 2004 - Out for Blood
- 2004 - Dave the Barbarian
- 2006 - The 411
- 2009 - Celebrity Apprentice 2
- 2010 - Cubed
- 2011–2014 - Joan & Melissa: Joan Knows Best?
- 2012 - E! True Hollywood Story: Joan and Melissa Rivers
- 2013–2014 - In Bed with Joan
- 2015–2017 - Fashion Police
- 2015 - Joy
- 2016 - Hell's Kitchen